# Vistonida-See
Der Vistonida-See (griechisch λίμνη Βιστωνίδα, auch Vistonia-See oder Vistonis-See) ist ein Gewässer in Nordostgriechenland zwischen den Regionalbezirken Xanthi und Rodopi.

## Allgemeines
Zusammen mit Porto Lagos, dem Ismaris-See und benachbarten Lagunen bildet der Vistonia-See das größte griechische Feuchtgebiet, das unter den Schutz der Ramsar-Konvention gestellt ist.
Der Vistonida-See bildete sich vor fünf Millionen Jahren. Der Name wurde ihm nach den Bistonen, einem thrakischen Stamm gegeben, der in der Gegend lebte; die Rosse des Bistonen-Königs Diomedes sind aus der Herakles-Sage bekannt.
Das Seegebiet ist 42 km² groß. Die Größe des Sees schwankt – abhängig von der Jahreszeit – um etwa 6 km². Die durchschnittliche Tiefe des Sees beträgt 2,5 m, die maximale Tiefe 3 m.
Eine Eigenart des Brackwasser-Sees sind die lokalen Unterschiede im Salzgehalt des Wassers. Im nördlichen Teil des Sees ist das Wasser wegen des Frischwasserzuflusses der drei Flüsse Kosynthos, Kompsatos und Travos süß, der südliche Teil des Sees ist dagegen wegen dreier Kanäle, die den See mit dem Meer verbinden, stark brackig.

## Ökologische Bedeutung
300 der 422 in Griechenland vorkommenden Tierarten sind am Vistonida-See heimisch. Der ökologische Bestand des Gebietes ist bedroht durch die Jagd (obwohl in Teilen des Gebiets der Schusswaffengebrauch verboten ist), ferner durch Besiedlung und den Tourismus (wobei alternativer Tourismus staatlich gefördert wird), aber auch durch kommerziellen Fischfang, Landwirtschaft und Industrie.

### Vogelarten
Der See stellt mit seinen Tamariskenufern, ausgedehnten Schilfdickichten und Marschgebieten eines der bedeutendsten Winterquartiere für Zugvögel aller Art dar, vor allem Blässrallen und verschiedenen Enten- und Gänsearten. Anderen dient er als Station auf dem Weiterflug.
Als Brutvögel kommen Löffler, Rotschenkel, Säbelschnäbler und mehrere Seeschwalbenarten anzutreffen. Pelikane, Flamingos und der in Europa nur hier vorkommende Spornkiebitz gehören zu den zu besichtigenden Vogelarten, ferner die seltene Weißkopf-Ruderente.

### Fischreichtum
Neben den zahlreichen Vogelarten ist der Fischreichtum (37 Arten, unter anderem Aale und Meeräschen und die seltenen Unterarten Chalcalburnus chalcoides macedonicus, Leuciscus cephalus macedonicus und Triturus cristatus karelini) erwähnenswert; die früher hier heimische endemische Herings-Unterart Alosa alosa vistonica gilt inzwischen als ausgestorben.

### Weitere Tierarten
In den Uferwäldern und dem Buschwerk um den See und insbesondere im Mündungsdelta des Komsatos leben Wildkatzen, Schakale, Dachse, Wölfe und Rehwildarten.

### Pflanzenarten
An seltenen und bedrohten Pflanzenarten kommen die Laichkraut-Art Dichtes Laichkraut (Groenlandia densa), Wassernuss (Trapa natans) und die Strandroggen-Unterart Leymus racemosus sabulosus vor.

## Eigentumsverhältnisse und Immobilienskandal 2008
Der Vistonida-See und die Ufergrundstücke sind der Hauptkritikpunkt in einem Skandal um umstrittene Immobilientransaktionen zwischen dem griechischen Staat und dem Athos-Kloster Vatopedi. Der See war dem Kloster angeblich vor fast 1000 Jahren vom byzantinischen Kaiser vermacht worden. Obwohl die Ansprüche streitig waren, wurden sie vom Staat anerkannt. Im Tausch gegen den See mit seiner gesamten Wasseroberfläche und dem Uferbereich erhielt das Kloster 260 werthaltigere Grundstücke in touristisch entwickelten Gebieten, wie z.Bsp. im Olympiadorf in Athen, die es teilweise sogleich mit Gewinn weiterverkaufte. „Sie haben dem Staat den See – sprich «Luft» verkauft – und dafür wertvolle Büros, Grundstücke und Gebäude in Athen zum Austausch bekommen,“ kritisierte die Opposition. Der dem griechischen Staat dadurch entstandene Schaden, dass die vom Kloster beanspruchten Seegrundstücke stark über- und die Tauschgrundstücke stark unterbewertet wurden, wird mit 100 Millionen Euro beziffert. Dieser Immobilienskandal erschütterte die Regierung des Ministerpräsidenten Kostas Karamanlis aufs Schwerste; er führte zunächst zum Rücktritt des in die Immobiliengeschäfte verwickelten Handelsmarineministers Giorgos Voulgarakis. Zwei Staatsanwälte legten ihre Posten nieder, weil sie von der Regierung in ihrer Ermittlungstätigkeit behindert worden seien. Unter starken Beschuss der Opposition geriet ferner der Regierungssprecher, Staatsminister Theodoros Rousopoulos, Freund des Vatopedi-Abtes Efraim und gleichzeitig enger Vertrauter des Regierungschefs; er gab sein Amt am 23. Oktober 2008 zurück. Der Archimandrit Efraim wurde am 25. Dezember 2011 von der griechischen Polizei festgenommen und wenige Tage später in das Hochsicherheitsgefängnis Korydallos bei Athen gebracht.
Der See sowie das ihn umgebende Hydrobiotop sollen den neuen „Nationalpark Ostmakedonien und Thrakien“ bilden. Dies soll die Ansprüche des Staates auf den See gegenüber dem Kloster Vatopedi unterstreichen. Das Kloster will gerichtlich gegen diese Entscheidung vorgehen.

## Porto Lagos und seine Lagune
Südlich des Vistonida-Sees an einem nehrungsartigen Landstreifen liegt der kleine Fischerort Porto Lagos mit einem Fischerhafen an einer kleinen Lagune.